# やかまし村症候群

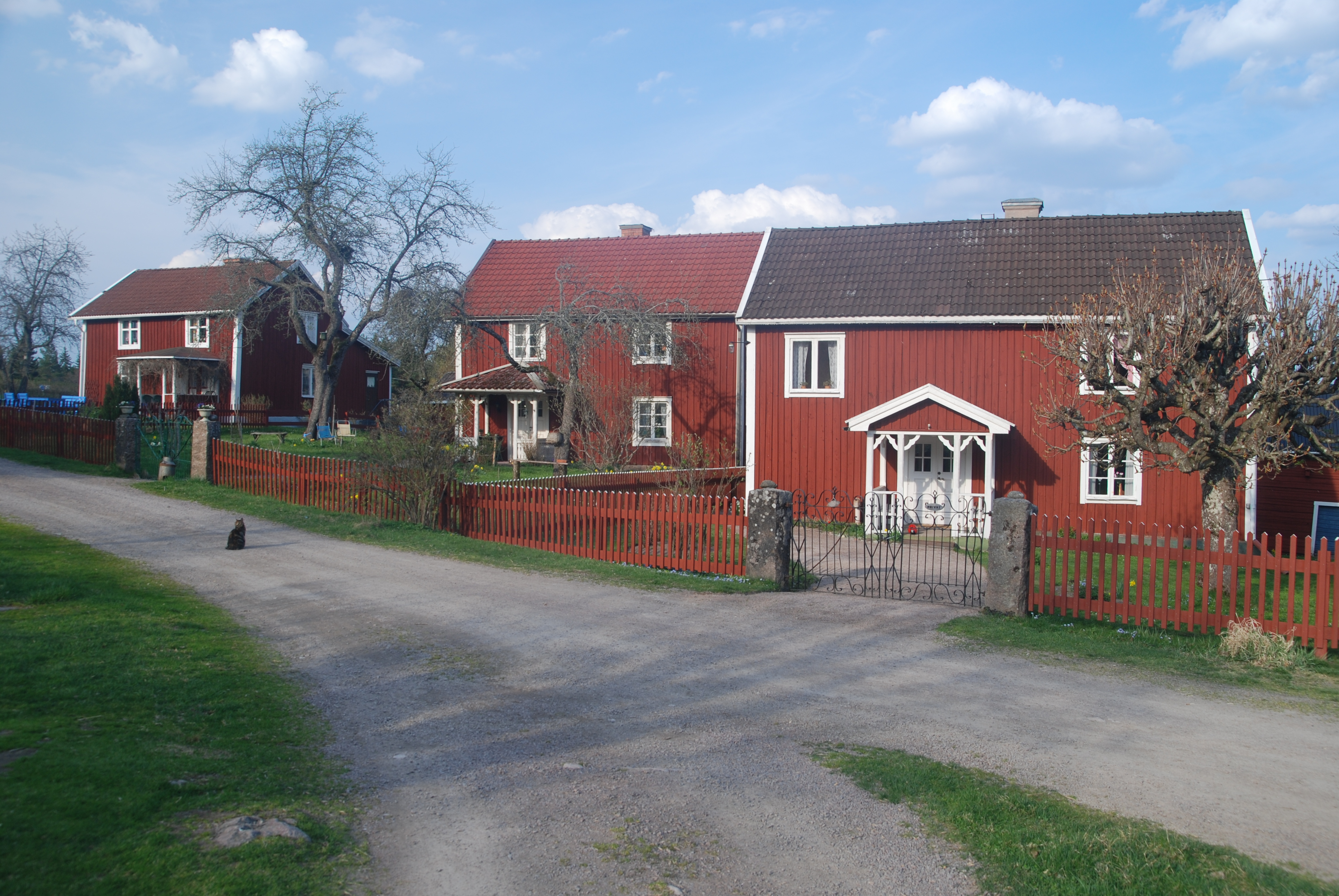
やかまし村のモデルと映画のロケ地 (スウェーデン・カルマル県ヴィンメルビュー）。

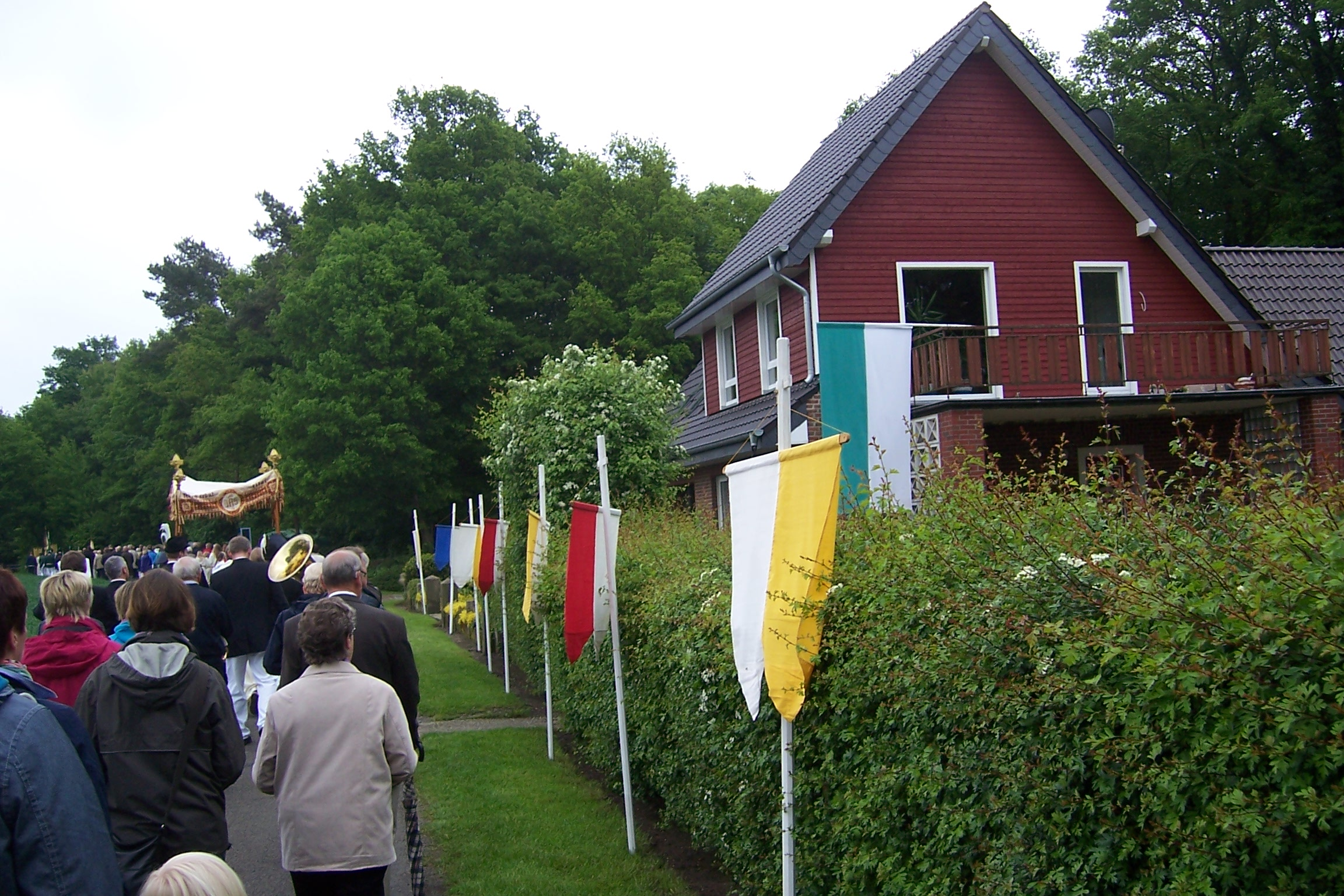
ファールン赤に塗られたSchwedenhaus（スウェーデン家屋）（オホトルプ・ノルトライン＝ヴェストファーレン州・オホトルプ）。

やかまし村症候群（やかましむらしょうこうぐん、独: Bullerbü-Syndrom）は、スウェーデンの理想化を指す用語である。ドイツ語圏ヨーロッパで見られる。この言葉は、木造家屋、澄んだ湖、緑の森、ヘラジカ、金髪の人々、幸せな人々、真夏の太陽など、通常は肯定的な印象を持つスウェーデンのステレオタイプの印象で構成されている。この用語は、スウェーデンの田舎を舞台にしたアストリッド・リンドグレーンの『やかまし村の子どもたち』に由来している。
スウェーデンのストックホルムにあるゲーテ・インスティトゥートのベルトルド・フランケは、この現象について記事を書き、スヴェンスカ・ダーグブラーデット紙に掲載された。彼は、「やかまし村症候群」はもともとはスウェーデンに対する見方であったが、今ではより良いドイツへの願いでもあると述べている。彼によれば、スウェーデンは健全な社会と人間の手が入っていない自然を象徴している。
2008年2月、この言葉はスウェーデン語審議会によって「今月の単語」に選ばれた。